# 陸上自衛隊國際活動教育隊
國際活動教育隊（日語：国際活動教育隊；平假名：こくさいかつどうきょういくたい），是日本陸上自衛隊的海外部署訓練部隊，其主要功能為教導陸上自衛隊隊員在進行海外部署或動員時的各項須知，並對各種可能發生的情況加以演練以強化陸上自衛隊隊員部署於海外時的應對能力。該部隊駐紮於靜岡縣御殿場市內的駒門駐屯地。
國際活動教育隊的目標是每年培訓240名陸上自衛隊隊員。

第一任國際活動教育隊隊長輕部真和1等陸佐（上校）曾說國際活動教育隊的訓練是「教育課程在海外是否真的實用的重要指標，並使課程內容在日趨重要的國際活動中能逐步發展為更為健全的指導方針」。

## 沿革
2006年3月28日，陸上自衛隊內部成立了一支過渡性的教育單位，以彌補陸上自衛隊對於海外部署活動因缺乏足夠經驗而造成的認知不足。這個單位就是後來國際活動教育隊的前身。2006年4月間，該單位的隊本部被設立。同年8月1日，該單位又被擴充為一個更完整的組織。2007年2月23日，該單位正式成立，並定名為國際活動教育隊。2008年9月19日，國際活動教育隊開始了該隊的第一個教育課程。

國際活動教育隊自成立以來就不斷與中央即應集團密切合作，以滿足陸上自衛隊在海外執行任務的需求。該隊的第一任隊長為輕部真和一等陸佐（上校），其任職時間為2007年3月28日至2009年3月25日。

## 訓練內容
國際活動教育隊的訓練課程為期一個月，訓練對象為即將參與海外維和任務的自衛隊隊員。在每一階段的訓練完成後，所有受訓隊員皆會接受一連串的評估考核以評斷是否通過訓練。

## 組織
隊本部
- 一般教育科（共通教育科）：教導受訓隊員交戰守則、基礎外語及相關法規知識。
- 評估科（評価支援科）：對即將參與海外部署任務的部隊進行評估考核。
- 研究科（研究科）：研究海外維和任務的訓練課程及所需裝備。
- 教育支援小隊（教育支援小隊）

## 外部連結
- 官方網站 （页面存档备份，存于） (Japanese)